# 20309 Batalden
20309 Batalden este un asteroid din centura principală de asteroizi.

## Descriere
20309 Batalden este un asteroid din centura principală de asteroizi. A fost descoperit pe 31 martie 1998 la Socorro, New Mexico, în cadrul proiectului LINEAR. Asteroidul prezintă o orbită caracterizată de o semiaxă mare de 2,49 ua, o excentricitate de 0,13 și o înclinație de 6,8° în raport cu ecliptica.